# Топонимия Молдовы

Административное деление Молдавии

Топонимия Молдавии — совокупность географических названий, включающая наименования природных и культурных объектов на территории Молдавии. Структура и состав топонимии обусловлены такими факторами, как географическое положение, состав населения и её богатая история.

## Название страны
Считается установленным, что топоним Молдавия/Молдова происходит от исторической территории Молдова, название которой, в свою очередь, происходит от гидронима Молдова (правый приток реки Сирет). В отношении этимологии гидронима «Молдова» существуют разные точки зрения. Согласно одной из них, гидроним содержит формант славянского происхождения «молд-», который означает «еловый, пихтовый». По оценкам Е. М. Поспелова и В. А. Никонова, не исключено, что основа выводится из германских языков, сохранившись в современном немецком «Mulde» — «лощина» . Российский лингвист А. И. Соболевский считал, что топоним происходит от основы «-moldu», означающей «нежный, мягкий, молодой». Окончание «-ова» является общим славянским суффиксом, используемым как в нарицательных, так и в собственных именах и означает принадлежность, главным образом существительных женского рода. Отмечено также существенное влияние славянских языков.

## Формирование и состав топонимии
Молдавская топонимия характеризуется большим разнообразием происхождения и давностью её составных элементов. Это объясняется тем, что в прошлом край был заселён различными народами и племенами, повлиявшими на формирование и развитие топонимической системы. Так, среди населявших территорию современной Молдавии народов были скифы, гунны, греки, римляне, готы, мадьяры, татары, турки, немцы, молдаване, украинцы, русские и т. д.. Местная географическая номенклатура включает в себя унаследованные топонимы, заимствованные названия (иранские, славянские, тюркские и др.) и, конечно, собственные топонимические образования. Отдельные очаги молдавской топонимии встречаются за пределами страны — в частности, в Черновицкой и Измаильской областях Украины. 
В гидронимии страны В. А. Жучкевич отмечает следующую закономерность: небольшие речки и овраги имеют, как правило, молдавские названия, а более крупные сохраняют древние славянские имена — Раковец, Тростянец и др. По оценкам М. В. Сергиевского, из 151 реки Молдавии и Черновицкой области 72 имеют славянские, 24 — молдавские, 18 — венгерские и 7 — татарские названия.
В ойконимии удельный вес молдавских названий значительно выше: 57 % названий сёл и городов имеют молдавское происхождение, 29 % — славянское, 7 % — тюркское, остальные названия неясного происхождения. В бывшем Кишинёвском и Оргеевском уездах молдавские названия преобладают, в бывшем Сорокском уезде составляют около половины. Наиболее продуктивны в топонимии молдавские форманты -а, -я, -ешть, -эрие. Примеры типично молдавских ойконимов — Болдурешть, Олэнешть, Дойбань, Ботошань, Мэрэндань, Фэлешть, Онишкань и др..
Славянские ойконимы составляют порядка 25-29 % от общего числа и распределены по территории страны неравномерно: на севере их частота порядка 15 %, в центральных районах — примерно 10 % и на юге — лишь 4 %, что объясняется поздним заселением юга страны русскими: на юга русские и украинцы стали селиться лишь после освобождения этой территории от ногайских татар (конец XVIII — начало XIX веков). Среди славянских названий — Рыбница, Тырново и др. Как отмечает А. И. Еремия, особенно много славянских топонимов встречается в исторических документах XVI—XVII веков: Белавинць (1600), Вертипорох (1613), Висока (1599), Волчинец (1617), Воронкэуць (1639), Воронец (1559), Грозинць (1600), Дишкова (1582), 3ахорна (1614), Иванкэуць (1604), Климауцы (1586), Клишкауцы (1606), Кобылка (1622) и др.. Не все из них сохранились до настоящего времени.
Тюркские ойконимы составляют не более 7 % от всего состава ойконимии. Несмотря на продолжительное господство на территории современной Молдовы турок, они не имели здесь сельских поселений, и, соответственно, никогда не существовало сел с турецкими названиями. На своем языке турки могли именовать лишь города-крепости и места расположения военных лагерей (Аккерман, Бендер, Измаил и др.). Наглядным подтверждением этого может служить то обстоятельство, что в топонимии Молдовы встречается множество названий, образованных от этнического термина татар (Мовила Тэтэряскэ, Татар-Копчак, Тэтарка, Татарешты и др.) и от наименований татарских племён (Абаклия, Комрат, Минджир, Токуз, Шамалия и др.) и почти полностью отсутствуют топонимы, связанные с турецким этносом. Названия венгерского и немецкого происхождения единичны.
По смысловому значению, согласно типологии Жучкевича, в топонимии Молдовы можно выделить все традиционные типы названий. Так, топонимы I группы, отражающие природные особенности страны, отражены примерно в 22 % ойконимов. Среди этих топонимов — Вэдэнь, Вадул-Лена, Вадулуй-Воды (вад — «брод»), Валя-Попей, Валя-Маре (валя — «долина»), Извоаре («источник»), Редень (редю — «лес»), Бэлць, Балта-маре (балтэ — «болото»), Мэгура («курган»), Алуниш («орешник»), Плопь («тополь»), Салча («ива»), Фрасн («ясень»). Во II группу (отражает национальный состав и занятия населения) входят такие топонимы как Русешть, Немцень, Татарешты, Цыганешты, Душманы, Пырлица (3 населённых пункта), Унгурь, Корпачь. К топонимам IV группы (антропотопонимы), которые составляют 43 % названий поселений, относятся Бучушмень, Драганешты, Михэлашь, Тодирешть (2 населённых пункта) и др..